# Joanis Paleokrasas
Joanis Paleokrasas, grec. Ιωάννης Παλαιοκρασσάς (ur. 27 marca 1934 w Atenach, zm. 2 października 2021) – grecki polityk i ekonomista, parlamentarzysta, były minister oraz członek Komisji Europejskiej.

## Życiorys
W 1956 ukończył ekonomię w London School of Economics, w 1958 uzyskał magisterium na tej samej uczelni. Do 1963 pracował w administracji rządowej, był dyrektorem departamentu w jednym z ministerstw. Później do drugiej połowy lat 70. zajmował kierownicze stanowiska w różnych przedsiębiorstwach m.in. w sektorze bankowym.
Zaangażował się w działalność polityczną w ramach Nowej Demokracji. W 1978 objął wakujący mandat posła do Parlamentu Hellenów. Z powodzeniem ubiegał się o reelekcję w okręgu wyborczym Cyklady w wyborach w 1981, 1985, czerwcu 1989 i listopadzie 1989, wykonując obowiązki deputowanego do 1990. W latach 1977–1980 pełnił funkcję podsekretarza stanu w resorcie koordynacji. Później był ministrem bez teki (1980), wiceministrem koordynacji (1980–1981) i ministrem koordynacji (1981). W latach 1990–1992 sprawował urząd ministra finansów, następnie objął kierownictwo resortu handlu.
14 lipca 1992 terrorystyczna Organizacja Rewolucyjna 17 listopada zorganizowała nieudany atak rakietowy, którego celem był samochód z Joanisem Paleokrasasem, wówczas ministrem finansów. Polityk nie odniósł obrażeń, jednak w wyniku zamachu śmierć poniósł przechodzień, a pięć osób zostało rannych.
W 1993 przeszedł do pracy w Komisji Europejskiej, którą kierował Jacques Delors. Członkiem KE pozostawał do 1995, odpowiadając za środowisko. Później wykładał gościnnie na Uniwersytecie Oksfordzkim. W 1998 zajął się działalnością konsultingową. W 2004 ponownie wybrany do greckiego parlamentu, złożył jednak mandat kilka tygodni po wyborach. Do 2006 kierował przedsiębiorstwem energetycznym DEI.